# Implantação de sistema
A implantação, ou deployment, de um dispositivo mecânico, sistema elétrico, programa de computador, etc, é a sua montagem ou transformação de uma forma de pacotes para um estado de trabalho operacional.
Implantação implica mover um produto de um estado temporário ou de desenvolvimento para um estado permanente ou desejado.